# حارة جندل
حارة جندل هي إحدى القرى اللبنانية من قرى قضاء الشوف في محافظة جبل لبنان.